# Колонцифра

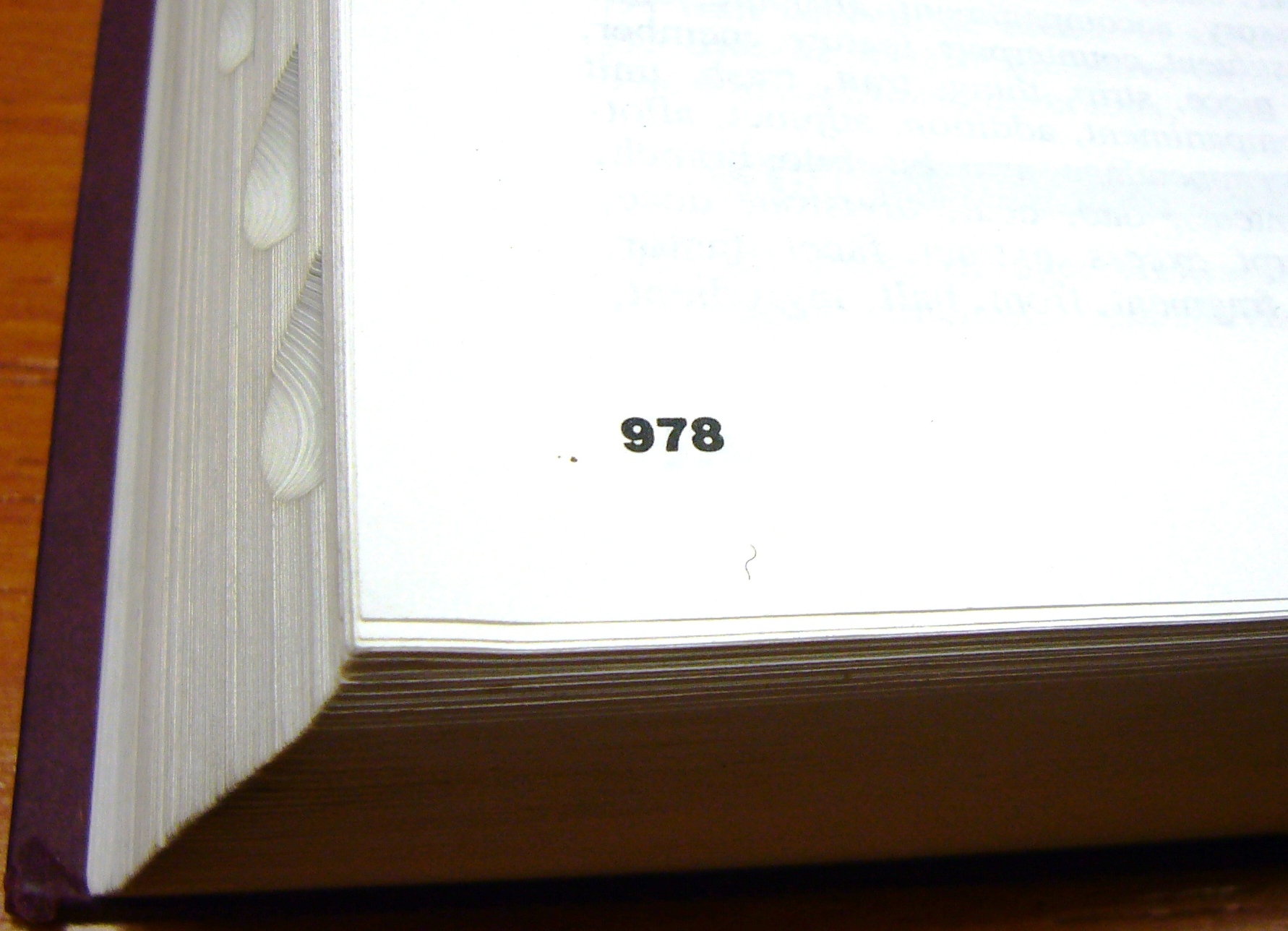
Номер сторінки книжки

Колонцифра — порядковий номер сторінки книги, журналу, газети та інших друкованих видань, що може розміщуватися у верхній або нижній частині кожної сторінки (шпальти), але найчастіше у зовнішньому куті.
Як і інші схеми нумерації, такі як нумерація розділів, нумерація сторінок дозволяє посилатися на конкретну сторінку пронумерованого документа, полегшує пошук певних частин документа і дозволяє дізнатися обсяг повного тексту (перевіривши номер останньої сторінки).